# Mareridt
Mareridt (duń. koszmar) – drugi album studyjny Myrkur, black metalowego projektu założonego przez Dunkę Amalie Bruun. Album został wydany 15 września 2017 roku nakładem wydawnictwa Relapse Records.

## Lista utworów
| Mareridt | Mareridt                            | Mareridt |
| Nr       | Tytuł utworu                        | Długość  |
| -------- | ----------------------------------- | -------- |
| 1.       | „Mareridt”                          | 3:24     |
| 2.       | „Måneblôt”                          | 3:33     |
| 3.       | „The Serpent”                       | 4:04     |
| 4.       | „Crown”                             | 4:56     |
| 5.       | „Elleskudt”                         | 4:22     |
| 6.       | „De tre piker”                      | 3:12     |
| 7.       | „Funeral” (gościnnie Chelsea Wolfe) | 3:00     |
| 8.       | „Ulvinde”                           | 4:24     |
| 9.       | „Gladiatrix”                        | 2:51     |
| 10.      | „Kætteren”                          | 2:11     |
| 11.      | „Børnehjem”                         | 2:22     |
|          |                                     | 38:19    |

| Mareridt (Deluxe Version) | Mareridt (Deluxe Version)             | Mareridt (Deluxe Version) |
| Nr                        | Tytuł utworu                          | Długość                   |
| ------------------------- | ------------------------------------- | ------------------------- |
| 1.                        | „Mareridt”                            | 3:24                      |
| 2.                        | „Måneblôt”                            | 3:33                      |
| 3.                        | „The Serpent”                         | 4:04                      |
| 4.                        | „Crown”                               | 4:56                      |
| 5.                        | „Elleskudt”                           | 4:22                      |
| 6.                        | „De tre piker”                        | 3:12                      |
| 7.                        | „Funeral” (gościnnie Chelsea Wolfe)   | 3:00                      |
| 8.                        | „Ulvinde”                             | 4:24                      |
| 9.                        | „Gladiatrix”                          | 2:51                      |
| 10.                       | „Kætteren”                            | 2:11                      |
| 11.                       | „Børnehjem”                           | 2:22                      |
| 12.                       | „Death of Days”                       | 3:28                      |
| 13.                       | „Kvindelil” (gościnnie Chelsea Wolfe) | 3:15                      |
| 14.                       | „Løven”                               | 4:02                      |
| 15.                       | „Himlen Blev Sort”                    | 3:07                      |
| 16.                       | „Två Konungabarn”                     | 3:36                      |
|                           |                                       | 55:47                     |

## Notowania na listach przebojów
| Notowanie (2015)                  | Najwyższa pozycja |
| --------------------------------- | ----------------- |
| Niemcy (Offizielle Top 100)       | 89                |
| Wielka Brytania (UK Albums Chart) | 91                |